# Ранд ал-Тор
Ранд ал-Тор е главен герой във фентъзи поредицата на Робърт Джордан, „Колелото на времето“. Образът на Ранд е базиран на нордическия бог на справедливостта, Тир.
 Внимание:  Текстът по-долу разкрива сюжета на произведението (или части от него)!

## Описание
Ранд има сиво-сини очи, сменящи цвета си, а косата му е с червеникав цвят. Висок е около 196-197 см и тежи около 106 кг. (както е описан от Робърт Джордан). Като резултат от събитията в края на Нож от блянове Ранд загубва лявата си ръка над китката и трябва да владее меча си само с една ръка.

## История

### Раждане
В континента той е известен като Преродения Дракон. За Аийлците е Оня, що иде със зората, 'Кар'a'Карн (Вожд на Вождовете)'. За Морския Народ Ата'ан'Миере, той е Корамуур. Негови са и титлите Сенкоубиец, Господар на Утрото, Принц на Зората и Истински защитник на Светлината. Неговото раждане е прорицано от Гитара Морозо, Айез Седай и Пазителка на Хрониките, която умира от многото сила която е използвала докато Прорицавала раждането му.
Ранд е роден в последния ден на битката на Кървавия Сняг, през 978 НЕ, на склоновете на Драконовата планина както е предсказано. Той е син на Тигрейн Мантеар, бивша щерка наследница на Андор, която изчезнала в Аийлската пустош и станала Дева на копието, жена-войн. Тя приела името Шаейл и умряла веднага щом родила Ранд. Баща му бийл Джандуин, вожд на Аийлския клан Шаарад. След като Шайел умряла той отишал в Погибелта за да се бие с тролоците. Ранд бил намерен от Трам Ал'Тор, андорец, който се бил с Иллианската армия по време на битката. Той и жена му Кари, завели бебето в родното село на Трам - Едмондово поле.

### Нощта срещу Бел Тин
Нощта срещу Бел Тин, 998 НЕ, тролоците атакуват Едмонодово Поле. Ранд и приятелите му Перин Айбара и Матрим Каутон, както и детската любов на Ранд Егвийн ал-Вийр, заедно с веселчуна Том Мерилин са изведени от Едмонодво Поле от Айез Седай Моарейн Дамодред и нейния Стражник Лан Мандрагоран. Лан учи Ранд да върти меча, който е получил от баща си, със знака на чалпалата - символ че носителя му е майстор в оръжията. Заедно с Лоиал и Нинив ал-Мийра Моарейн ги завежда в Окото на Света в Погибелта. Моарейн убива отстъпника Белтамел, а Ранд – Агинор, използвайки сайдин, в чистия му вид, запазен в Окото на Света, където намират Рога на Валийр и един от печатите на затвора на Тъмния. След това на Ранд е казано че той е Преродения Дракон, на което той не вярва, докато Рогът не е откраднат и Ранд, Мат, Перин и Лоиал, в компанията на Шиенарци и Лорд Ингтар тръгват да го намерят. При битката при Фалме, Ранд и Ба'алзамон се бият в небето и Ранд се обявява за Преродения Дракон след победата си, която го оставя с дълбока и неизлечима рана.

### Пророчества
Същата зима той лагерува с Моарейн, Перин, Мин Фаршоу и Шиенарците. Ранд не иска да приеме съдбата си. Той предприема пътуване до Тийр сам, решавайки че този куест ще сложи началото или края на живота му. В Камъка (Могъщата Крепост на Тийр) той взима острието Каландор, Меча който не е меч и изпълнява важно пророчество от Каретонския Цикъл (Пророчествата за Дракона), потвърждавайки че той е Преродения Дракон в съзнанията на хората, както и в своето собствено. Там той убива Ишамаел, а Моарейн Бе'лал. След това заедно с Мат, Егвийн, Лан и Моарейн и голяма група Аийлци се отправя към Пустошта, като използва Портален камък за това пътуване. Озовава се в Руйдийн, където на склоновете на планината го чакат няколко клана аийлци, а четири Мъдри го посрещат и пращат него и Мат в свещения град Руйдийн, където Ранд ще открие корените на аийлците. С помощта на Ланфеар, Ранд успява да плени Ашмодеан и го принуждава да го учи как да използва сайдин. След като е признат от Аийлците за Кар'a'Карн, той отвежда Аийлците към Кайриен, преследвайки отцепилите се Шайдо, а след това и към Кемлин, където убива отстъпника Рахвин, а някой убива неговия учител Ашмодеан.

### Черната кула
Когато отива в Кемлин и го спасява от игото на Рахвин, Ранд обявява амнистия за всички мъже които могат да преливат, въпреки че това води до страх и много неодобрение. Първи при него идва Мазрим Таим, Лъжедракон избягал от Червената Аджа. Той казва че ще служи на Ранд и Ранд го води в околностите на Кемлин, където му казва да започва да намира доброволци и да ги обучава в бойни машини, използвайки силата. По късно наричат мястото - Черната Кула, по аналог на Бялата Кула. Мъжете там се разделят на три групи, пак по аналог с Бялата кула - Боец, Вречен и Аша'ман, което на Стария Език значи пазител или страж. На Вречените се дава сребърна игла, а на Ашаманите – златен дракон. Те се обличат в черно и това е отличителна тяхна черта.
В битката при Думайски кладенци, където изпратените от Елайда Айез Седай, отвлекли Ранд спират да починат, Ашаманите пристигат на помощ и успяват да спасят Ранд. Негови спътници тогава стават Деймир Флин, Джаар Наришма, Федвин Мор, Ибин Хопвил, Дашива (Превъплатения Агинор, наричан Осан-Гар) и още четирима Ашамани които самия той обучава.

### Любов
Ранд е обвързан (като Стражник) с Мин Фаршоу, Елейн Траканд, кралицата на Андор и Авиенда от Деветте долини, септа на Таарад Аийл. Елейн е бременна с неговите близнаци. Той е съветван от Кацуан Мелайдрин от Зелената Аджа и Сорилея, Аийлска Мъдра. Те смятат да го научат на „смях и сълзи“, защото Ранд се принуждава да не изпитва емоции, като рецитира в главата си имената на всички жени които са умрели директно от неговите действия. Той смята че трябва да бъде твърд, а останалите мислят че е станал студен и безчуствен.

### Постижения
След като Ранд успява да се справи с Кемлин той се заема да освободи Иллиан от робството на Самаил, друг от Отстъпниците, който властва там, предрешен като лорд Бранд и шепне лоши съвети на царя Матин. Ранд изпраща група бойци, а след тях и Мат, който трябва да оглави атаката, а всъщност има план замислен от Мат и одобрен от Даврам Башийр, 'Маршал Генерала на Салдея' и чичо на кралица Тенобия Салдейдска. След много усилия и премеждия включвайки запознанството на Ранд с Кацуан Мелайдрин в Кайриен, нападението на Падан Фейн, когато Ранд и Мин посещават бунтовническия лагер на Каралайн Дамодред и Дарлин Синсера, където Фейн му нанася рана с прокълнатия си кинжал от Шадар Логот. Раната за малко да го убие, но Самицу, приятелка на Кацуан, която по това време е в лагера успява да го спаси, а после и Деймир Флин довършва започнатото от нея, но раната си остава полуизцерена, заедно с онази, която Ранд получи от Бал Заамон във Фалме.
Три дни след тези събития Ранд, все още немощен, но решен, напада Иллиан, но Самаил който явно го е очаквал бяга в Шадар Логот и там с помощта на загадъчен непознат (Смята се че е Моридин, превъплътения Ишамаел, който е ползвал Вярната Сила, идваща директно от Тъмния) успява да убие Самаил. След това е обявен за цар на Иллиан, а лавровата корона на властта е обявена за Корона от мечове.
След като се бие с настъпващите Сеанчанци и успява временно да ги отблъсне Ранд се връща в Кайриен, само за да се извърши опит за покушение срещу него от предатели Ашамани, явно изпратени от Мазрим Таим (който вероятно е Мраколюбец, а друга любима теория на феновете е че е Демандред)да го убият. Ранд започва да бяга и да се крие, като един ден отива в Кайриен, където Мин, Авиенда и Елейн, го обвързват като Стражник, след което той изчезва заедно с Нинив и Лан, както и Аливия, освободена сеанчанска дамане, като накрая попадат във Фармадинг, където го намират Кацуан и компания и заедно с нея се отправя към Шадар Логот в опит да прочисти 'сайдин' от покварата на тъмния.
В този напрегнат миг повечето Отстъпници се появяват в прогълнатия град, но Кацуан и останалите успяват да ги спрат, докато Ранд и Нинив, свързани и ползвайки Чедан Кал (тер ангреали, които са ключове за достъп до двата най-могъщи ша-ангреала в света) опитват да прочистят извора. Опита е успешен и след това Ранд се скрива да се възстанови в едно имение край Тийр, чиито лорд е познайник на Кацуан. Там го намират Логаин, водещ няколко Ашамани и обвързаните с тях Айез Седай и Даврам Башийр със своите салдейци и няколко Деви, съобщавайки му тревожни вести, а той ги праща да преговарят със сеанчанците.
По късно ги напада огромна армия тролоци и Мъдраали и Луз Терин Теламон, успял да хване извора преди Ранд ги убива с нови сплитове на Силата, повторени от Логаин. След тези събития Ранд, заедно с Кацуан, Нинив, Наришма, Карддинг и Логаин отиват на среща с Щерката на Деветте Луни, царска особа в Сеанчан, но тя се оказва предрешената Семирага. Луз Терин я познава и скоро успяват да я пленят, но Ранд губи ръката си в битката.
В края на поредицата Ранд успява да надвие Тъмния, запечатвайки наново затвора му и оцелява след Тармон-гай-дон. Въпреки това всички негови близки и познати, с изключение на Мат, Перин, Авиенда, Елейн, Мин и Кацуан, си мислят, че той е мъртъв.